# Russisch-Perzische Oorlog (1796)
De Russisch-Perzische Oorlog van 1796, ook: Perzische expeditie van Catharina de Grote, was, net als de Perzische expeditie van Peter de Grote van 1722-1723, een van de Russisch-Perzische oorlogen van de 18e eeuw die voor geen van beide strijdende partijen blijvende gevolgen had.
De laatste decennia van de 18e eeuw werden gekenmerkt door voortdurende strijd tussen rivaliserende eisers van de Perzische troon. Keizerin Catharina II van Rusland ( reg. 1762–1796 ) profiteerde van de wanorde om haar controle over het zwakke staatsbestel van de Kaukasus te consolideren, dat voor delen ervan een integraal Perzisch domein was. Het Georgische koninkrijk Kartli-Kachetië, eeuwenlang een vazal van de Perzen, werd een Russisch protectoraat in 1783, toen koning Heraclius II het Verdrag van Georgievsk ondertekende, waarbij de keizerin beloofde hem te verdedigen in het geval van een Perzische aanval. De sjamchal van Tarki volgde dit voorbeeld en aanvaardde drie jaar later Russische bescherming.
Met de troonsbestijging van Agha Mohammed Khan Kadjar als sjah van Perzië in 1794 veranderde het politieke klimaat. Hij maakte een einde aan de periode van dynastieke strijd en ging verder met het versterken van de Perzische greep op de Kaukasus door een garnizoen te plaatsen in de Iraanse gebieden en steden in het hedendaagse Dagestan, Azerbeidzjan en Armenië, Georgië te heroveren en in 1795 de hoofdstad Tbilisi te punderen. Te laat besloot keizerin Catherine een strafexpeditie te organiserentegen de sjah. Het uiteindelijke doel voor de Russische regering was het omverwerpen van de anti-Russische sjah en hem te vervangen door een halfbroer van Agha Muhammad Khan, namelijk Morteza Qoli Khan, die naar Rusland was gevlucht en daarom pro-Russisch was. 
Hoewel algemeen werd verwacht dat een 50.000 man sterk Russisch korps zou worden geleid door een ervaren generaal als Ivan Goedovitsj, volgde de keizerin het advies op van haar minnaar, vorst Platon Zoebov, en vertrouwde het bevel toe aan Zoebovs jongere broer, graaf Valerian Zoebov. De Russische troepen vertrokken in april 1796 vanuit Kizljar en bestormden op 10 mei het belangrijkste fort van Derbent. De Russische hofdichter Derzjavin verheerlijkte deze gebeurtenis in een beroemde ode. Hij zou later in een ander opmerkelijk gedicht bitter reageren op de roemloze terugkeer van Valerian Zoebov van de expeditie.
Halverwege juni hadden de troepen van Zoebov zonder enige weerstand het grootste deel van het huidige Azerbeidzjan veroverd, inclusief drie belangrijke steden: Bakoe, Sjemacha en Ganja. In november waren ze gestationeerd aan de samenvloeiing van de rivieren de Aras en de Koera, klaar om het kernland van Iran aan te vallen.
In die maand stierf de keizerin van Rusland. Haar opvolger, keizer Paul, die een hekel had aan de Zoebovs en andere plannen had met het leger, beval de troepen zich terug te trekken naar Rusland. Deze omkering wekte de frustratie en vijandschap van de machtige Zoebovs en andere officieren die aan de campagne deelnamen: velen van hen zouden zich aansluiten bij de samenzwering die vijf jaar later de moord op Paul regelde.
Russisch-Perzische Oorlog (1651-1653) · Russisch-Perzische Oorlog (1722-1723) · Russisch-Perzische Oorlog (1796) · Russisch-Perzische Oorlog (1804-1813) · Russisch-Perzische Oorlog (1826-1828)